# Hrebinka
Hrebinka (en ukrainien : Гребінка) ou Grebionka (en russe : Гребёнка) est une ville de l'oblast de Poltava, en Ukraine, et le centre administratif du raïon de Hrebinka. Sa population s'élevait à 10 906 habitante en 2016.

## Géographie
Hrebinka est arrosée par la rivière Hnyla Orjytsia (Гнила Оржиця ). Elle est située à 81 km au nord-nord-est de Tcherkassy, à 162 km à l'ouest-nord-ouest de Poltava et à 143 km à l'est-sud-est de Kiev.

## Histoire
Hrebinka naît à la fin du XIXe siècle grâce au développement du chemin de fer dans le centre de l'Ukraine. Elle reçoit son nom actuel en 1901. Pendant la guerre civile, Hrebinka se trouve prise entre l'armée de la République d'Ukraine et l'Armée rouge. En 1939, la ville compte 4 300 habitants.
Après la Seconde Guerre mondiale, la population augmente fortement, de sorte que Hrebinka reçoit le statut de ville le 21 octobre 1959. Elle compte alors 10 650 habitants. La population continue de s'accroître dans les années 1970 et atteint 13 664 habitants en 1979. En revanche, la ville connaît une forte baisse depuis la dislocation de l'Union soviétique.

## Population
Recensements (*) ou estimations de la population :
| 1923* | 1926* | 1939* | 1959*  | 1970*  | 1979*  | 1989*  |
| ----- | ----- | ----- | ------ | ------ | ------ | ------ |
| 962   | 1 100 | 4 212 | 10 650 | 12 163 | 13 664 | 13 555 |

| 2001*  | 2011   | 2012   | 2013   | 2014   | 2015   | 2016   |
| ------ | ------ | ------ | ------ | ------ | ------ | ------ |
| 11 662 | 10 994 | 10 990 | 10 960 | 10 938 | 10 911 | 10 906 |

## Transports
Hrebinka est un carrefour ferroviaire, situé à 186 km de Poltava par le chemin de fer, elle possède sa gare ferroviaire. Par la route, elle se trouve à 16 km de Pyriatyn, à 45 km de Loubny et à 188 km de Poltava.